# Ильичёв, Иван Иванович
Ива́н Ива́нович Ильичёв (14 августа 1905, дер. Наволоки, Калужский уезд — 2 сентября 1983, Москва) — советский разведчик и дипломат. Генерал-лейтенант (1943), чрезвычайный и полномочный посол.

## Биография
Родился в крестьянской семье. После двухлетней учёбы в калужском «выше-начальном училище» в 1919 году поступил на работу учеником столяра электромеханических мастерских ШМ СВЖД в Калуге, где проработал до 1924 года, после чего был избран ответственным секретарём ячейки ВЛКСМ.
В 1924—1929 годах на комсомольской работе в Калужской и Смоленской областях. В 1925 году был избран ответственным секретарём месткома. Вступил в ВКП(б) в том же году. С мая 1926 года работал председателем экономического отдела райкома ВЛКСМ (выписка из автобиографии от 23/VI-1926 г.).
В 1929 году переведён в РККА, политработник. Учился в Военно-политической академии имени Толмачёва в Ленинграде, окончил её в 1938 году. На последнем курсе был исключён из партии, но после постановления ЦК ВКП(б) о перегибах восстановлен.
С мая 1938 года — начальник политотдела Разведывательного управления РККА. С августа 1942 по июль 1945 года — начальник Главного разведывательного управления Наркомата обороны СССР.
В 1948 году перешёл на работу в центральный аппарат Министерства иностранных дел СССР.
В 1949—1952 годах — заместитель политического советника Советской контрольной комиссии в Германии. В 1952—1953 годах возглавлял дипломатическую миссию в ГДР.
В 1953—1956 — верховный комиссар, посол СССР в Австрии (с 13 июня 1953 по 31 марта 1956).
В 1956 года — заведующий отделом Скандинавских стран, в 1956-1966 годах — III Европейским отделом МИД СССР.
В 1966—1968 годах — посол СССР в Дании.
С 1968 года работал в центральном аппарате МИД. В 1975 году вышел в отставку.
Похоронен в Москве на Кунцевском кладбище.

## Награды
- орден Ленина (5 ноября 1954)
- орден Октябрьской Революции (14 августа 1975)
- два ордена Красного Знамени (22 февраля 1944, 15 ноября 1950)
- орден Кутузова I степени (1 сентября 1945)
- орден Отечественной войны I степени (29 июля 1944)
- два Ордена Трудового Красного Знамени
- два Ордена Красной Звезды (14 июня 1940, 3 ноября 1944)